# Mikel Legarda
Mikel Legarda Uriarte (Bilbao, 12 de diciembre de 1956) es un político español, diputado por Álava en el Congreso durante las XI, XII y XIII legislaturas por el Partido Nacionalista Vasco.

## Biografía
Nació en el barrio bilbaíno de Indautxu, pero reside en Vitoria desde hace más de 30 años. Estudió en el colegio jesuita de Indautxu y se licenció en Derecho por la Universidad de Deusto. Su trayectoria profesional ha estado ligada a los servicios jurídicos centrales del Gobierno vasco, donde es letrado desde 1983. Ha ocupado también distintos cargos como director de Desarrollo Autonómico y Transferencias del Gobierno Vasco, viceconsejero de Seguridad del Gobierno Vasco y asesor de Asuntos Constitucionales y Parlamentarios.
En 1997 se afilió al PNV, en la organización municipal de Abendaño-Vitoria, y fue miembro de la Asamblea Nacional en 2011. En diciembre de 2015 formó parte de la candidatura del PNV por Álava al Congreso y tras las elecciones generales de ese año fue elegido diputado y reelegido en 2016.